# War Tour
War Tour fue una gira de la banda irlandesa U2, para promocionar su tercer álbum, War.

## Historia
En 1982, antes que U2 comenzara con su exitosa gira denominada War, hicieron una especie de pre-gira (denominada Pre-War). En estos conciertos U2 estrenó canciones como "Sunday Bloody Sunday", "Surrender", "New Year's Day", que se incluyeron en su disco War. Además, visitaron por primera vez Noruega.
En febrero del año 1983, se inició el War Tour con 29 funciones en Reino Unido y Francia. U2 volvió a estrenar otro grupo de canciones en este período, como "Two Hearts Beat As One", "Party Girl" y "40". 
Después de ello, U2 ofreció 48 conciertos en Norteamérica. En su visita a Norteamérica es famosa la presentación que U2 realizó en el Red Rocks Amphitheatre de Denver. Ese concierto luego se preparó para una película U2 Live at Red Rocks, y que luego se incluyó en Under a Blood Red Sky.
La banda continuó su gira por diversos festivales en Europa durante 1983, para finalizar en Japón ese mismo año, siendo su debut en el continente asiático.

## Escenario
El escenario contaba como fondo con la portada del álbum War. También lo rodeaban 3 banderas blancas y una alfombra roja.
Cuando la banda entonaba Electric Co., Bono solía agarrar una de las 3 banderas y pararse en una plataforma o palco (si es que existía en el escenario). Finalmente Bono dejó ese ritual cuando en Los Ángeles, se lanzó al público y provocó una pelea. Al finalizar los conciertos la última canción que entonaba la banda era "40", donde los integrantes abandonban el escenario según el orden en que se integraron a la banda (del último al primero), dejando solo finalmente a Larry Mullen Jr., quien formó U2.

## Setlist recurrente
El listado de canciones podía variar entre fecha y fecha.
1. Out of Control
2. Twilight
3. An Cat Dubh / Into the Heart
4. Surrender
5. Two Hearts Beat As One
6. Seconds
7. Sunday Bloody Sunday
8. The Electric Co.
9. I Fall Down
10. October
11. New Year's Day
12. I Threw a Brick Through a Window
13. A Day Without Me
14. Gloria
15. Party Girl
16. 11 O'Clock Tick Tock
17. I Will Follow
18. 40

### Canciones más tocadas
- Sunday Bloody Sunday (91 veces)
- New Year's Day (90 veces)
- Gloria (88 veces)
- I Will Follow (85 veces)
- The Electric Co. (85 veces)
- Surrender (84 veces)
- Out of Control (83 veces)
- 11 O'Clock Tick Tock (79 veces)
- I Fall Down (78 veces)
- October (78 veces)
- Twilight (78 veces)
- 40 (73 veces)
- Two Hearts Beat As One (72 veces)
- Seconds (70 veces)
- A Day Without Me (63 veces)
- I Threw A Brick Through A Window (63 veces)
- An Cat Dubh (56 veces)
- Into The Heart (56 veces)
- Party Girl (54 veces)
- Tomorrow (31 veces)
- A Celebration (20 veces)
- Fire (12 veces)
- The Ocean (11 veces)
- Happy Birthday (2 veces)
- Knockin' On Heaven's Door (2 veces)
- A Hard Rain's A-Gonna Fall (1 vez)
- Like A Song... (1 vez)

## Fechas del tour

### Pre-War. Europa.[1]
| Fecha                   | País         | Ciudad     | Lugar                    |
| 1 de diciembre de 1982  | Inglaterra   | Glasgow    | Tiffany´s                |
| 2 de diciembre de 1982  | Inglaterra   | Mánchester | Apollo Theatre           |
| 3 de diciembre de 1982  | Inglaterra   | Leicester  | De Montford Hall         |
| 4 de diciembre de 1982  | Inglaterra   | Birmingham | Odeon                    |
| 5 de diciembre de 1982  | Inglaterra   | Londres    | Lyceum Ballroom          |
| 6 de diciembre de 1982  | Inglaterra   | Londres    | Hammersmith Palais       |
| 8 de diciembre de 1982  | Países Bajos | Utrecht    | Muziekcentrum Vredenburg |
| 9 de diciembre de 1982  | Países Bajos | Groningen  | Martinihal               |
| 10 de diciembre de 1982 | Bélgica      | Malinas    | Volksbelang              |
| 11 de diciembre de 1982 | Bélgica      | Deinze     | Brielport                |
| 12 de diciembre de 1982 | Bélgica      | Genk       | Limburghal               |
| 14 de diciembre de 1982 | Dinamarca    | Copenhague | Falkoner Teatret         |
| 15 de diciembre de 1982 | Suecia       | Estocolmo  | Konserthuset             |
| 16 de diciembre de 1982 | Noruega      | Oslo       | -                        |
| 18 de diciembre de 1982 | Irlanda      | Cork       | City Hall                |
| 19 de diciembre de 1982 | Irlanda      | Galway     | Leisureland              |
| 20 de diciembre de 1982 | Irlanda      | Belfast    | Maysfield Leisure Center |
| 22 de diciembre de 1982 | Irlanda      | Dublín     | S.F.X. Center            |
| 23 de diciembre de 1982 | Irlanda      | Dublín     | S.F.X. Center            |
| 24 de diciembre de 1982 | Irlanda      | Dublín     | S.F.X. Center            |

### Primera Manga. Europa.[2]
| Fecha                 | País       | Ciudad     | Lugar                 |
| 26 de febrero de 1983 | Inglaterra | Dundee     | Caird Hall            |
| 27 de febrero de 1983 | Inglaterra | Aberdeen   | Capitol Theatre       |
| 28 de febrero de 1983 | Inglaterra | Edimburgo  | Playhouse Theatre     |
| 1 de marzo de 1983    | Inglaterra | Newcastle  | City Hall             |
| 2 de marzo de 1983    | Inglaterra | Lancaster  | University            |
| 3 de marzo de 1983    | Inglaterra | Liverpool  | Royal Court Theatre   |
| 4 de marzo de 1983    | Inglaterra | Hanley     | Victoria Hall         |
| 6 de marzo de 1983    | Inglaterra | Portsmouth | Guildhall             |
| 7 de marzo de 1983    | Inglaterra | Bristol    | Colston Hall          |
| 8 de marzo de 1983    | Inglaterra | Exeter     | University            |
| 9 de marzo de 1983    | Inglaterra | Poole      | Arts Centre           |
| 10 de marzo de 1983   | Inglaterra | Birmingham | Odeon                 |
| 11 de marzo de 1983   | Inglaterra | Cardiff    | St. David´s Hall      |
| 13 de marzo de 1983   | Inglaterra | Brighton   | Top Rank              |
| 14 de marzo de 1983   | Inglaterra | Londres    | Hammersmith Odeon     |
| 15 de marzo de 1983   | Inglaterra | Ipswich    | Gaumont Theatre       |
| 17 de marzo de 1983   | Inglaterra | Sheffield  | City Hall             |
| 18 de marzo de 1983   | Inglaterra | Leeds      | University            |
| 19 de marzo de 1983   | Inglaterra | Mánchester | Apollo Theatre        |
| 20 de marzo de 1983   | Inglaterra | Derby      | Assembly Rooms        |
| 21 de marzo de 1983   | Inglaterra | Londres    | Hammersmith Odeon     |
| 22 de marzo de 1983   | Inglaterra | Londres    | Hammersmith Odeon     |
| 24 de marzo de 1983   | Inglaterra | Glasgow    | Tiffany´s             |
| 25 de marzo de 1983   | Inglaterra | Liverpool  | Royal Court Theatre   |
| 26 de marzo de 1983   | Inglaterra | Newcastle  | City Hall             |
| 27 de marzo de 1983   | Inglaterra | Birmingham | Odeon                 |
| 28 de marzo de 1983   | Inglaterra | Nottingham | Royal Centre          |
| 29 de marzo de 1983   | Inglaterra | Londres    | Hammersmith Palais    |
| 3 de abril de 1983    | Francia    | Bourges    | Festival de Printemps |

### Segunda Manga. Norteamérica.[3]
| Fecha               | País           | Ciudad         | Lugar                        |
| 23 de abril de 1983 | Estados Unidos | Chapel Hill    | Kenan Stadium                |
| 24 de abril de 1983 | Estados Unidos | Norfolk        | Chrysler Hall                |
| 25 de abril de 1983 | Estados Unidos | College Park   | Ritchie Coliseum             |
| 27 de abril de 1983 | Estados Unidos | Auburn         | Spartan Hall                 |
| 28 de abril de 1983 | Estados Unidos | Rochester      | Ice Rink                     |
| 29 de abril de 1983 | Estados Unidos | Delhi          | State University             |
| 30 de abril de 1983 | Estados Unidos | Providence     | Brown University             |
| 1 de mayo de 1983   | Estados Unidos | Stony Brook    | State University             |
| 3 de mayo de 1983   | Estados Unidos | Pittsburgh     | Fulton Theater               |
| 5 de mayo de 1983   | Estados Unidos | Boston         | The Orpheum Theater          |
| 6 de mayo de 1983   | Estados Unidos | Boston         | The Orpheum Theater          |
| 7 de mayo de 1983   | Estados Unidos | Albany         | State University             |
| 8 de mayo de 1983   | Estados Unidos | Hartford       | Trinity College              |
| 10 de mayo de 1983  | Estados Unidos | New Haven      | Yale University              |
| 11 de mayo de 1983  | Estados Unidos | Nueva York     | Palladium                    |
| 12 de mayo de 1983  | Estados Unidos | Passaic        | Capitol Theater              |
| 13 de mayo de 1983  | Estados Unidos | Upper Darby    | Tower Theater                |
| 14 de mayo de 1983  | Estados Unidos | Upper Darby    | Tower Theater                |
| 16 de mayo de 1983  | Estados Unidos | Buffalo        | Shea Center                  |
| 17 de mayo de 1983  | Canadá         | Toronto        | Massey Hall                  |
| 19 de mayo de 1983  | Estados Unidos | Cleveland      | Music Hall                   |
| 20 de mayo de 1983  | Estados Unidos | Detroit        | Grand Circus                 |
| 21 de mayo de 1983  | Estados Unidos | Chicago        | Aragon Ballroom              |
| 22 de mayo de 1983  | Estados Unidos | Minneapolis    | Northrup Auditorium          |
| 25 de mayo de 1983  | Canadá         | Vancouver      | Queen Elizabeth Theatre      |
| 26 de mayo de 1983  | Estados Unidos | Seattle        | Paramount Theater            |
| 27 de mayo de 1983  | Estados Unidos | Portland       | Paramount Theater            |
| 30 de mayo de 1983  | Estados Unidos | Devore         | Glen Helen Regional Park     |
| 1 de junio de 1983  | Estados Unidos | San Francisco  | Civic Auditorium             |
| 3 de junio de 1983  | Estados Unidos | Salt Lake City | Salt Palace Assembly         |
| 5 de junio de 1983  | Estados Unidos | Denver         | Red Rocks Amphitheater       |
| 6 de junio de 1983  | Estados Unidos | Boulder        | University of Colorado       |
| 7 de junio de 1983  | Estados Unidos | Wichita        | Cotillion Ballroom           |
| 8 de junio de 1983  | Estados Unidos | Kansas City    | Memorial Hall                |
| 9 de junio de 1983  | Estados Unidos | Tulsa          | The Brady Theater            |
| 10 de junio de 1983 | Estados Unidos | Norman         | Lloyd Noble Center           |
| 11 de junio de 1983 | Estados Unidos | Austin         | The Meadows                  |
| 13 de junio de 1983 | Estados Unidos | Dallas         | Bronco Bowl                  |
| 14 de junio de 1983 | Estados Unidos | Houston        | Music Hall                   |
| 17 de junio de 1983 | Estados Unidos | Los Ángeles    | Sports Arena                 |
| 21 de junio de 1983 | Estados Unidos | Orlando        | Jai Alai Fronton Hall        |
| 22 de junio de 1983 | Estados Unidos | Tampa          | Curtis Hixon Convention Hall |
| 23 de junio de 1983 | Estados Unidos | Miami          | Sunrise Musical Theater      |
| 24 de junio de 1983 | Estados Unidos | Jacksonville   | Civic Auditorium             |
| 25 de junio de 1983 | Estados Unidos | Atlanta        | Civic Center                 |
| 27 de junio de 1983 | Estados Unidos | New Haven      | Coliseum                     |
| 28 de junio de 1983 | Estados Unidos | Worcester      | The Centrum                  |
| 29 de junio de 1983 | Estados Unidos | Nueva York     | Pier 84                      |

### Tercera Manga. Europa.[4]
| Fecha                | País     | Ciudad          | Lugar                   |
| 2 de julio de 1983   | Bélgica  | Torhout         | Festival Grounds        |
| 3 de julio de 1932   | Bélgica  | Werchter        | Festival Grounds        |
| 14 de agosto de 1983 | Irlanda  | Dublín          | Phoenix Park Racecourse |
| 19 de agosto de 1983 | Polonia  | Varsovia        | Dziesieciolecia Stadion |
| 20 de agosto de 1983 | Alemania | St. Goarshausen | Loreley Amphitheatre    |
| 21 de agosto de 1983 | Noruega  | Oslo            | Kalvoya Festival        |

### Cuarta Manga. Japón.[5]
| Fecha                   | País  | Ciudad | Lugar                       |
| 22 de noviembre de 1983 | Japón | Osaka  | Festival Hall               |
| 23 de noviembre de 1983 | Japón | Seto   | Seto-shi Bunka              |
| 26 de noviembre de 1983 | Japón | Tokio  | Shibuya Kokaido             |
| 27 de noviembre de 1983 | Japón | Tokio  | Shibuya Kokaido             |
| 29 de noviembre de 1983 | Japón | Tokio  | Shinjuku Koseinenkin Kaikan |
| 30 de noviembre de 1983 | Japón | Tokio  | Nakano Sun                  |